# Джонс, Майкл
Майкл Джонс (фр. Michael Jones; род. 28 января 1952 года) — один из самых популярных во Франции авторов-исполнителей. Валлиец по отцу и француз по матери, он живёт и работает во Франции. Он известен и любим также в Бельгии и Швейцарии, куда часто ездит с гастрольными турами.

## Детство и юность
Майкл Джонс родился в Уэлшпуле, в Уэльсе в 1952 году. Его отец, Джон Мерик Джонс, солдат армии Великобритании, 6 июня 1944 года с английскими войсками высадился на берег Нормандии. В городе Кан он встретился с Симоной Лалеман, которая позже переехала к нему в Уэльс. Через несколько лет у пары родился сын Майкл.
В возрасте 12 лет Майкл взял в руки гитару, после того, как испробовал себя в качестве ударника.
«С гитарой проще завлекать девчонок».
В 1966 году Майкл основал свою первую группу, с решением создать новое имя в Рок музыке, подобное Led Zeppelin или Deep Purple.
В 1971 году, получив диплом инженера высшей категории, Майкл едет на каникулы в Кан, к родственникам своей матери. Там, на празднике города, он встречается с группой «Travers & Cie», которая играет ритм-н-блюз, и которой он очень симпатизировал. Музыканты этой группы предложили ему присоединиться к ним в качестве гитариста-вокалиста. Майкл думал взять отпуск всего на год, но в итоге, так и остался во Франции. В течение 6 лет группа выступала в городах Нормандии. Благодаря этим выступлениям, Майкл стал хорошо зарабатывать. В 1972 группа выпустила сорокопятку, на которой Майкл выступил в качестве соавтора.

## С группойTaï Phong[англ.]
6 лет спустя, Майкл увидел в музыкальном магазине объявление:«Группа ищет гитариста, поющего на английском». Он жил в Кане, а группа находилась в Со. И Майкл поехал туда, чтобы стать одним из 200 претендентов. Он выиграл прослушивание. А группа называлась «Тай Фонг». Он должен был заменить певца, который по семейным причинам не мог поехать в турне. Имя этого музыканта Жан-Жак Гольдман.
Майкл Джонс и Жан-Жак Гольдман встретились в турне, когда готовился третий и последний альбом «Тай Фонг». Между ними сразу же завязалась дружба.
В 1978 году вышла сорокопятка «Cherry» в составе «Тай фонг» был уже Майкл Джонс.
Годом позже, Жан-Жак Гольдман вернулся в «Тай Фонг», чтобы записать третий альбом «Last Flight». Майкл Джонс написал слова и музыку к песне «How Do You Do» для своей дочери Женифер, которая родилась двумя годами ранее. Так же, он написал и вторую свою песню «Thirteenth space», совместно с новым гитаристом «Тай Фонг» .
Параллельно, следуя идее Жана Мареска, продюсера «Тай Фонг», он выступает как гитарист, певец и басист с группой из Тулузы, в которой участвуют «сумасшедший австралиец, который играет на пианино», Ланс Диксон, и «сумасшедший барабанщик», Жан-Франсуа Готье. Впоследствии они стали музыкантами Жан-Жака.
В 1980 году «Тай Фонг» распадается. Майкл создает новую группу «Gulfstream», чей альбом позже выпустил Уильям Шелер.

## Дружба и работа сЖан-Жаком Гольдманом
3 года спустя Жан-Жак Гольдман приглашает Майкла в свой первый тур, который будет длиться 2 недели. Жан-Жак Гольдман оценил талант Майкла и написал для него песню «Vien’s» под псевдонимом «Sweet Memories».
Через год Майкл Джонс принял участие в турне «Positif Tour» с Жан-Жаком Гольдманом.
В 1985 году, впервые, Майкл Джонс принимает участие в студийной записи альбома Жан-Жака Гольдмана. Для песни из этого альбома «Je te donne» он пишет английский вариант текста. Это большой успех Жан-Жака. «JE te donne» 8 недель остается на 1 позиции в Топ 50.
В 1986 году он становится постоянным членом музыкальной семьи Жан-Жака Гольдмана и едет с ним в турне «Non Homologué». Во время этого турне он презентует свою новую песню «Guitar Man».
В 1987 году он выпускает полноценный альбом «Michael Jones and the Swinglers». Хотя этот альбом был спродюсирован Жан-Жаком, он не был достаточно освещен в СМИ и был продан тиражом в несколько тысяч.
Жан-Жак дорожит Майклом и ценит его достоинства. Поэтому Майкл принимает участие в записи 8 треков для диска «Entre gris clair et gris foncé». И конечно, он принимает участие в туре «Traces». Он пишет большое гитарное соло для Peur de rien blues.

## Fredericks — Goldman — Jones
В 1988 году Александр Аркади предлагает Жан-Жаку Гольдману написать музыку для фильма Священный союз(Священный союз). Жан-Жак в соавторстве с Ролланом Романелли предлагают Майклу написать слова к песне «Brother», которую исполнит Кароль Фредрикс. Это турне заканчивается мыслью создать трио.
В декабре 1990 года выходит альбом «Fredericks — Goldman — Jones». Это трио будет существовать 5 лет.
В 1994 году выходит второй альбом «Rouge».
В 1993 году выходит альбом «83-93», который состоит из 8 неизданных ранее песен, в том числе «Promises» и «Hey Mister» (версия для турне «Traces»), английская версия «Un grand frère», для которой Жильдас Арзель написал слова и музыку.
Майкл написал английский вариант для «Voice». Также выходит Guitar Man, которая датируется 1996 годом.

## Сольная карьера и новые альбомы
В 1997 году Майкл, следуя по стопам Кароль Фредрикс, выпускает сольный альбом, но на французском языке. Майкл объединяется для работы с Жильдасом Арзелем, которые ставят свои подписи под 4 песнями из этого альбома. Музыканты, которые принимают участие в записи этого альбома это — Жан-Жак Гольдман, Кароль Фредрикс, Клод Ле Перон, Филипп Грандвуан, Джеки Масарел, Кристоф Дешам. Майкл пишет 3 текста на французском и 4 песни для альбома, который он называет «12 % блюза».
Тур «Пьяно-бар» был пятнадцатым из тех, которые он совершил во Франции.
В 1998 году Майкл Джонс был основным участником тура «En passant» вместе с Жан-Жака Гольдманом.
В 2001 году Майкл записывает вместе с Жан-Жака Гольдманом «Chanson pour les pied» и следующий за ним «Un tour ensemble». Это турне увидели 800 тыс. зрителей во время 125 концертов.
В 2004 году выходит альбом «Prises et reprises», который содержит 12 композиций в стиле блюз, рок и фолк. Майкл был окружен друзьями, которые помогли ему выпустить в свет этот альбом. Это были Жан-Жак Гольдман, Франсис Кабрель, Кароль Фредрикс, Жильдас Арзель. Майкл отдает дань памяти Кароль, которая умерла в 2001 году, своей песней «Un dernier blues pour toi». На этом диске можно услышать голос молодой певицы
Сандрин Рего и композицию «P’tit blues peinard» Жан-Жака Гольдмана.
Франсис Кабрель адаптировал для французского языка песню «Walking in Memphis» Марка Кона.
Майклу потребовалось несколько лет, чтобы записать этот альбом, но учитывая качество этого диска, это стоило того. Так же Майкл продолжает принимать участие в турне по Франции. В сентябре Майкл Джонс стал педагогом четвёртого сезона Star Academy.
В 2005 году Майкл отправляется в новое турне, уже с Сандрин Рего. И набирается сил для нового участия в «Star Academy». Уже в качестве судьи.

## El club
2006 год — это год перемен. Он закончил в августе очередное турне и на некоторое время покинул своих старых товарищей, чтобы сформировать новую группу «El club», в состав которой войдут Жильдас Арзель,Эрик Бензи и Кристиан Сегюр. И его опять приглашают в «Star Academy» судить молодых исполнителей.
В 2007 году выходит альбом «El club», с которым он отправляется в турне по Франции.
2008 год — турне с «El club». А также Майкл начинает новую серию своих концертов с новым составом своей группы. Christophe Bosh, Fred Diego Alphonsi et Christian Séguret. (Кристоф Бош, Фред Диего Альфонси, Кристиан Сегуре).

## Celtic Blues
8 июня 2009 года выходит новый альбом «Celtic Blues». Альбом содержит 11 песен на английском, 2 видео и 2 песни на французском . В качестве бонуса к альбому — возможность скачать песни на французском для тех, кто купил диск.
8 июля 2011 года, после 3 лет гастролей по Франции, Бельгии и Швейцарии, вышел новый "живой " альбом «Celtic Blues Live».

## Дискография
- 2013: 40 60
- 2011: Celtic Blues live
- 2009: Celtic Blues
- 2007: El Club
- 2004: Prises et reprises
- 1997: A consommer sans modération
- 1994: Du new morning au zenith
- 1993: Michael Jones 83-93
- 1993: Rouge
- 1992: Sur scène
- 1990: FGJ
- 1987: Michael Jones and the Swinglers
- 1986: Guitar man
- 1984: Viens
- Father earl
- 1981: Gulfstream
- 1979: Last flight
- 1972: Travert & Cie